# Прінс-Вільям
Прінс-Вільям (англ. Prince William) — парафія в Канаді, у провінції Нью-Брансвік, у складі графства Йорк.

## Населення
За даними перепису 2016 року, парафія нараховувала 930 осіб, показавши зростання на 3,9%, порівняно з 2011-м роком. Середня густина населення становила 3,2 осіб/км².
З офіційних мов обидвома одночасно володіли 115 жителів, тільки англійською — 815. Усього 25 осіб вважали рідною мовою не одну з офіційних, з них 5 — одну з корінних мов.
Працездатне населення становило 61,6% усього населення, рівень безробіття — 12,2% (17,6% серед чоловіків та 6,4% серед жінок). 86,7% осіб були найманими працівниками, а 12,2% — самозайнятими.
Середній дохід на особу становив $37 104 (медіана $30 000), при цьому для чоловіків — $42 808, а для жінок $31 029 (медіани — $37 952 та $24 256 відповідно).
32,7% мешканців мали закінчену шкільну освіту, не мали закінченої шкільної освіти — 20,1%, 46,5% мали післяшкільну освіту, з яких 28,4% мали диплом бакалавра, або вищий, 10 осіб мали вчений ступінь.
| Статево-вікова структура населення | Статево-вікова структура населення | Статево-вікова структура населення | Статево-вікова структура населення | Статево-вікова структура населення |
| ---------------------------------- | ---------------------------------- | ---------------------------------- | ---------------------------------- | ---------------------------------- |
|                                    |                                    |                                    |                                    |                                    |
| Всього                             | Всього                             | 52,4%47,6%                         |                                    |                                    |
| 0 — 14 років                       | 0 — 14 років                       |                                    | 12,4%                              | 12,4%                              |
| 15 — 64 років                      | 15 — 64 років                      |                                    | 65,6%                              | 65,6%                              |
| 65 і більше                        | 65 і більше                        |                                    | 22%                                | 22%                                |
| 85 і більше                        | 85 і більше                        |                                    | 1,1%                               | 1,1%                               |
| Середній вік (років)               | Середній вік (років)               | 45,847,9                           | 46,8                               | 46,8                               |
| Медіана (років)                    | Медіана (років)                    | 52,252,9                           | 52,5                               | 52,5                               |
| — чоловіки — жінки                 |                                    |                                    |                                    |                                    |

| Походження мешканців:     | Походження мешканців:     | Походження мешканців: | Походження мешканців: | Походження мешканців: |
| ------------------------- | ------------------------- | --------------------- | --------------------- | --------------------- |
| Походження                |                           |                       | осіб                  | %                     |
| Корінні американці        | Корінні американці        |                       | 80                    | 8.6%                  |
| Інше північноамериканське | Інше північноамериканське |                       | 440                   | 47.31%                |
| Європейське               | Європейське               |                       | 635                   | 68.28%                |
| британське                | британське                |                       | 540                   | 58.06%                |
| французьке                | французьке                |                       | 145                   | 15.59%                |
| Азійське                  | Азійське                  |                       | 25                    | 2.69%                 |

| Зайнятість населення за галузями (за класифікацією NOC): | Зайнятість населення за галузями (за класифікацією NOC): | Зайнятість населення за галузями (за класифікацією NOC): | Зайнятість населення за галузями (за класифікацією NOC): | Зайнятість населення за галузями (за класифікацією NOC): |
| -------------------------------------------------------- | -------------------------------------------------------- | -------------------------------------------------------- | -------------------------------------------------------- | -------------------------------------------------------- |
|                                                          |                                                          |                                                          |                                                          |                                                          |
| Управління                                               | Управління                                               |                                                          | 6,2%                                                     | 6,2%                                                     |
| Бізнес, фінанси та адміністрування                       | Бізнес, фінанси та адміністрування                       |                                                          | 15,5%                                                    | 15,5%                                                    |
| Природничі та прикладні науки                            | Природничі та прикладні науки                            |                                                          | 6,2%                                                     | 6,2%                                                     |
| Охорона здоров'я                                         | Охорона здоров'я                                         |                                                          | 5,2%                                                     | 5,2%                                                     |
| Освіта, правозахист, муніципальні та урядові служби      | Освіта, правозахист, муніципальні та урядові служби      |                                                          | 11,3%                                                    | 11,3%                                                    |
| Мистецтво, культура, відпочинок та спорт                 | Мистецтво, культура, відпочинок та спорт                 |                                                          | 2,1%                                                     | 2,1%                                                     |
| Роздрібна торгівля та послуги                            | Роздрібна торгівля та послуги                            |                                                          | 26,8%                                                    | 26,8%                                                    |
| Гуртова торгівля, транспорт та обладнання                | Гуртова торгівля, транспорт та обладнання                |                                                          | 22,7%                                                    | 22,7%                                                    |
| Природні ресурси, сільське господарство                  | Природні ресурси, сільське господарство                  |                                                          | 2,1%                                                     | 2,1%                                                     |

## Клімат
Середня річна температура становить 5°C, середня максимальна – 23,5°C, а середня мінімальна – -16,1°C. Середня річна кількість опадів – 1 106 мм.
| Клімат поселення                              | Клімат поселення | Клімат поселення | Клімат поселення | Клімат поселення | Клімат поселення | Клімат поселення | Клімат поселення | Клімат поселення | Клімат поселення | Клімат поселення | Клімат поселення | Клімат поселення | Клімат поселення |
| Показник                                      | Січ.             | Лют.             | Бер.             | Квіт.            | Трав.            | Черв.            | Лип.             | Серп.            | Вер.             | Жовт.            | Лист.            | Груд.            |                  |
| Середній максимум, °C                         | −4,77            | −3,35            | 2,40             | 9,08             | 15,90            | 21,09            | 23,54            | 22,76            | 17,79            | 11,72            | 5,66             | −2,11            |                  |
| Середня температура, °C                       | −10,42           | −9               | −3,25            | 3,44             | 10,24            | 15,44            | 19,29            | 18,51            | 13,53            | 7,46             | 1,38             | −6,37            |                  |
| Середній мінімум, °C                          | −16,08           | −14,65           | −8,91            | −2,22            | 4,60             | 9,79             | 15,03            | 14,24            | 9,27             | 3,20             | −2,87            | −10,63           |                  |
| Норма опадів, мм                              | 99               | 64               | 88               | 88               | 103              | 89               | 100              | 87               | 89               | 95               | 105              | 99               |                  |
| Середньомісячна швидкість вітру, м/с          | 3.56             | 3.63             | 3.83             | 3.68             | 3.38             | 2.98             | 2.66             | 2.50             | 2.80             | 3.15             | 3.40             | 3.53             |                  |
| Середньомісячна сонячна радіація, кДж/м²·день | 5303             | 8510             | 12178            | 15457            | 18343            | 20305            | 19898            | 17710            | 13209            | 8396             | 5018             | 4160             |                  |
| --------------------------------------------- | ---------------- | ---------------- | ---------------- | ---------------- | ---------------- | ---------------- | ---------------- | ---------------- | ---------------- | ---------------- | ---------------- | ---------------- | ---------------- |
| Джерело:                                      |                  |                  |                  |                  |                  |                  |                  |                  |                  |                  |                  |                  |                  |